# Некрутенко, Юрий Павлович
Юрий Павлович Некрутенко (укр. Юрій Павлович Некрутенко, 30 апреля 1936 — 12 июня 2010) — украинский энтомолог, лепидоптеролог, редактор научного журнала Европейского общества лепидоптерологов «Nota Lepidopterologica».
Автор трех монографий и свыше 150 статей посвященных энтомологии в разных периодических изданиях Украины, бывшего СССР и за границей. Осуществил перевод «Международного кодекса зоологической номенклатуры» (230 стр.; с английского и французского), утверждённый Международной комиссией по зоологической номенклатуре как официальный документ.
Автор перевода на украинский язык романа Михаила Булгакова «Мастер и Маргарита» и литературного исследования-экзегезы к нему, которое содержит многочисленные комментарии и объяснения.

## Биография
Родился в Киеве 30 апреля 1936 года. Вырос на Подоле, в доме № 3 на Андреевском спуске, где жил еще дед и позже родители. В этом доме, в Булгаковских местах, он прожил половину своей жизни. После окончания средней школы поступил на биологический факультет Киевского государственного университета им. Тараса Шевченко (ныне Киевский национальный университет имени Тараса Шевченко), полный курс которого закончил в 1962 году. Одновременно с основным курсом дисциплин биологического факультета прослушал курсы иностранных языков (английский, Французский, немецкий, латынь, польский) на филологическом и курс римского права на юридическому факультетах. В течение двух лет изучал нормальную анатомию человека в Киевском медицинском институте им. А. Богомольца (ныне Национальный медицинский университет имени Богомольца).
Одна из крупнейших в бывшем СССР коллекция Л. А. Шелюжко, которая является частью зоологического музея Киевского университета, послужила серьёзной базой для изучения чешуекрылых голарктики Юрием Некрутенко. В 1950-х годах он вступил в эпистолярный контакт с Л. А. Шелюжко, который жил тогда в Мюнхене, от которого получил первые «уроки» лепидоптерологии. С 1958 года под руководством Е. С. Миляновского начал планомерное изучение фауны булавоусых чешуекрылых Крыма, Кавказа и Закавказья (ежегодные многомесячные экспедиции продолжались до 1989 года).
Некрутенко был почетным членом Польского энтомологического общества и Европейского лепидоптерологического общества. Редактор журнала Европейского лепидоптерологического общества «Nota lepidopterologica»..

### Переписка с В. В. Набоковым
Первая энтомологическая статья В. В. Набокова была посвящена бабочкам Крыма, одна из первых книг Некрутенко была на ту же тему. Как отмечал А. В. Свиридов «почти каждая заметка в ней, рассказывающая о том или ином виде, содержит ссылки на Набокова». Но сходство энтомологических пристрастий Набокова и Некрутенко этим не ограничивалось — Владимир Владимирович был крупным специалистом по голубянкам Нового Света, в частности, открыл исчезающую форму голубянки, ставшую эмблемой штата Нью-Хемшир. Юрий Павлович посвятил голубянкам Старого Света не один десяток статей.
Известно, что Набоков, боясь повредить своим корреспондентам, никогда не отвечал на письма поклонников своей прозы из СССР. Но, вероятно, тема бабочек ему казалась менее опасной, и на письма Ю. П. Некрутенко он ответил. В настоящее время Ю. П. Некрутенко — единственный известный корреспондент Набокова в Советском Союзе. Эта переписка никогда не была обнародована. Более того, как сообщают украинские журналисты, к прозе Набокова Некрутенко относился сдержанно, но ценил «его эссе об украинском писателе Гоголе».

### Переводчик

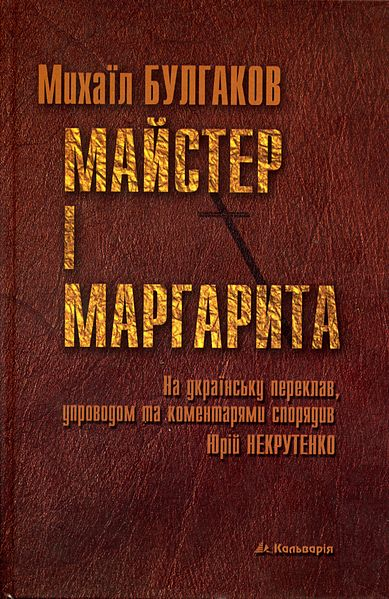
Обложка перевода Ю. П. Некрутенко романа Булгакова «Мастер и Маргарита»

Переводить роман Булгакова «Мастер и Маргарита» на украинский язык Некрутенко начал в 2001 году. Он был сторонником старой (1928 года) грамматики украинского языка («комментарий» у него «экзегеза», а не «коментар»; «предисловие» — «упровод», а не «передмову»). Обширный комментарий (экзегеза) к роману, составленный Некрутенко, содержит большое число указаний на те места, где Булгаков был неточен в описании реалий новозаветного времени. В частности, розовое масло появилось позже, хлеб не резали ножом, его продавали только мужчины и т. д.. Перевод был опубликован в Харькове и Львове.
Олег Скрипка считает, что: 

«Мастер и Маргарита» в прекрасном украинском переводе Юрия Некрутенко. <…> Я сначала отнесся к ней [книге в переводе] с опаской <…>. Но оказалось, что все отлично! Перевод затейливый, виртуозный. Очень много интересных комментариев, видно, что автор перевода изучил роман досконально.
Сходный комментарий был написан им и к «Театральному роману».
По словам Юрия Павловича, к 2008 году им на четыре пятых был переведён роман Булгакова «Белая гвардия».

### Конец жизни
Умер в Киеве в ночь с 11 на 12 июня 2010 года.

## Публикации

### Литературоведение
- Ю. Некрутенко. Екзегеза. — В кн. М. Булгаков. Майстер і Маргарита. На українську переклав, упроводом та коментарями спорядив Юрій Некрутенко. — Львів: Кальварія, 2006. — С. 400.
- Ю. Некрутенко Экзегеза. Комментарии к роману Михаила Булгакова «Мастер и Маргарита». — Киев: Альтерпресс, 2007. — С. 112—113.

### Энтомология

#### Монографии
- 1968 — Филогения и географическое распространение рода Gonepteryx (Lepidoptera, Pieridae). Опыт историко-зоогеографического исследования. — Київ : Наук. думка. — 128 с., 20 табл.
- 1985 — Булавоусые чешуекрылые Крыма. Определитель. — Київ : Наук. думка. — 152 с., 123 рис., 24 цв. табл.
- 1990 — Дневные бабочки Кавказа. Определитель [т. 1]. Семейства Papilionidae, Pieridae, Satyridae, Danaidae. — Київ : Наук. думка. — 215 с., 106 рис., 32 цв. табл.
- 2003 — [Перевод]. Міжнародний кодекс зоологічної номенклатури. Четверте видання. Ухвалений Міжнародним союзом біологічних наук. — Київ : Бібліотека офіційних видань.— XLIII + 175 с.
- 2005 — ЧИКОЛОВЕЦЬ В. «Денні метелики України» — Київ: Видавництво Раєвського, 2005. — 232 с., 156 іл., 198 карт, 62 кольор. табл.

#### Статьи
1964
- До методики кількісного аналізу крилового малюнка Pieridae (Lepidoptera). — Доп. Акад. наук Укр. РСР 3: 405—407.
- До ревізії роду Apatura Fabr. (Lepidoptera, Nymphalidae) — Доп. Акад. наук Укр. РСР 10: 1391—1394.
- О переливницах палеарктической фауны — Зоол. ж. 43(7): 1041—1046.
- The hidden wing-pattern of some Palearctic species of Gonepteryx and its taxonomic value.— J.Res.Lepid. 3(2): 65-68.

1965
- «Gynandromorphic effect» and the optical nature of the hidden wing-pattern in Gonepteryx rhamni. — Nature (London) 205 (4969): 417—418.
- Three cases of gynandromorphism in Gonepteryx: an observation with ultraviolet rays. — J. Res. Lepid. 4(2): 103—108 (May 1966).
- Необычная изменчивость Satyrus actaea Esp. (Lepidoptera, Satyridae) в Крыму и возможные её причины. — Зоол. ж. 44(4): 617—620.
- Новый третичный представитель семейства Nymphalidae (Lepidoptera). — Палеонт. ж. 4: 97-99.
- Значение зоогеографических исследований для палеобиогеографических реконструкций. — В сб. «Материалы по четвертичному периоду Украины (к VII конгрессу ИНКВА в США) — Quaternaria Ucrainica». — Киев, Наук. думка. — С. 114—121.
- Tertiary Nymphalid butterflies and some phylogenetic aspects of systematic lepidopterology. — J.Res.Lepid. 4(3): 149—158 (Jul.1966).

1966
- Papilio machaon kamtschadalus Alph. (Lepidoptera, Papilionidae) и проблема Берингийской суши. — Тезисы докл. IV Зоогеогр. конференции Одесса: 185—186.
- Ареал и географическая изменчивость Papilio machaon (Lepidoptera, Papilionidae) в Понто-Каспийской области — Тезисы докл. IV Зоогеогр. конференции Одесса: 187—188.
- [Рец.]: Niels L. Wolff — The Lepidoptera of Greenland. The Danish Zoogeographical Investigations in Greenland. Købehavn, 1964, with 55 figs and 21 pls., 74 pp. — Биологические науки 4: 232—234.
- Про деякі властивості прихованого крилового малюнка Coliidinae (Lepidoptera, Rhopalocera). — Доп. Акад. наук Укр. РСР (Б) 9: 1227—1230.
- Про диморфізм камчатського махаона — Papilio machaon kamtschadalus Alpheraky (1897) (Lepidoptera, Papilionidae). — Доп. Акад. наук Укр. РСР (Б) 11: 1506—1509.
- Eine neue Subspecies von Gonepteryx rhamni L. aus dem Kaukasus (Lep. Pieridae). — Z.wien.ent.Ges. 51: 44-47.
- DIDMANIDZE E. A. Eine neue Unterart von Papilio machaon aus dem Kaukasus (Lep., Pepilionidae). — D.ent.Z., n.F., 13(4-5): 461—464.

1967
- Спроба ключа для визначення видів роду Gonepteryx Leach (1815) (Lepidoptera, Pieridae) із використанням прихованого крилового малюнка — Доп. Акад. наук Укр. РСР (Б) 3: 263—265.
- Західнопалеарктичні підвиди та географічна мінливість прихованого крилового малюнка Gonepteryx rhamni (L.) (Lepidoptera, Pieridae).— Доп. Акад. наук Укр. РСР (Б) 9: 845—849.

1968
- ПРИСТАВКО В. П., ГОНТАРЬ А. Г. Изучение плотности и численности популяций вредных насекомых с помощью светоловушек. — В сб. Биологический метод борьбы с вредителями растений, Рига: 257—260.
- Properties of the masked <sic!> wing-pattern in Gonepterygidi (Lepidoptera, Pieridae). — XIII Международный энтомологический конгресс. Резюме докладов. — Ленинград : Наука. — С. 180.

1969
- Geographic variation of the hidden wing-pattern and the subspecies of Gonepteryx rhamni (L.) in Europe and Asia Minor (Lepidoptera, Pieridae). — Abh. Ber. NaturkMus.- ForschStelle Goerlitz 44(2): 119—128.

1970
- Comments on forms of Gonepteryx aspasia (Pieridae) described by Shu-iti Murayama. — J. Lep. Soc. 24(3): 213—217.
- A new subspecies of Gonepteryx rhamni from Tian-Shan mountains, U.S.S.R. — J. Lep. Soc. 24(3): 218—220.

1971
- Properties of the hidden wing-pattern of Gonepterygidi (Lepidoptera, Pieridae). — XIII Международный энтомологический конгресс. Труды, т. 2. — Ленинград : Наука: — С. 29.

1972
- A new subspecies of Gonepteryx amintha (Pieridae) from Yunnan, mainland China, with comparative notes. — J. Res. Lepid. 11(4): 235—240 (15 Jul. 1973).
- A new subspecies of Eumedonia eumedon (Lycaenidae) from Caucasus. — J.Lep.Soc. 26(4): 215—218.

1973
- [Рец.]: Нильс Л. Вольфф. Чешуекрылые. Зоология Исландии, т. III, ч. 45. Копенгаген — Рейкьявик, изд-во Эйнар Мунксгорд, 1971, 193 стр. с илл., 15 табл. [Niles L. Wolff — Lepidoptera. The zoology of Iceland, vol.III, part 45. Copenhagen and Reykjavik, Ejnar Munksgaard, 1971. 193 pp., ill., 15 pls.] — Биологические науки 6: 138—140.
- Про таксономічне положення кавказької форми Callophrys rubi L. (Lepidoptera, Lycaenidae). Доп. Акад. наук Укр. РСР (Б) 10: 949—952.

1974
- Чешуекрылые. — В кн. Вредители сельскохозяйственных культур и лесных насаждений. Т. 2. — Киев : Урожай. — 50 с.
- Comparative notes on certain West-Palerctic species of Agriades, with description of a new subspecies of Agriades pyrenaicus from Turkey (Lycaenidae). — J.Lep.Soc. 28(3): 278—288.

1975
- A new species of Melitaea (Nymphalidae) from Armenia. — J. Lep. Soc. 29(2): 102—105.
- Two new subspecies of Plebejus (Plebejides) pylaon from the Southern and Northern sides of the West Caucasus (Lycaenidae). — J.Lep.Soc. 29(3): 151—155.
- О синонимии некоторых форм дневных бабочек, описанных с Кавказа (Lepidoptera, Rhopalocera). — Доп. Акад. наук Укр. РСР (Б) 3: 275—278.
- ДИДМАНИДЗЕ Э. A. Новые данные о географической изменчивости Gonepteryx rhamni L. (Lepidoptera, Pieridae) на Кавказе. — Докл. Акад. наук Укр. ССР (Б) 4: 374—377; Доп. Акад. наук Укр. РСР (Б) 4: 370—373.

1976
- [Рец.]: Torben B. Larsen. Butterflies of Lebanon. National Council for Scientific Research (C. N. R. S.). Beirut, 1974. — Биологические науки 3: 139—141.

1977
- Obituary: Eugene S. Miljanowski (1908—1976). — J. Lep. Soc. 31(1): 76-77.
- Памяти Е. С. Миляновского (1908—1976). — Энт. обозрен. 56: 930—932 (библиография).
- Неописаний таксон групи Polyommatus eros-eroides (Lepidoptera, Lycaenidae) з Великого Кавказу. — Доп. Акад. наук Укр. РСР (Б) 2: 180—181, табл.
- Два маловідомих види синявців з півдня України, Криму і Кавказу (Lepidoptera, Lycaenidae). — Доп. Акад. наук Укр. РСР (Б) 3: 276—279.
- Новий підвид Heodes (Thersamonia) ochimus з Малого Кавказу (Lepidoptera, Lycaenidae). — Доп. Акад. наук Укр. РСР (Б) 5: 457—459, табл.; Докл. Акад. наук Укр. ССР (Б) 5: 459—462, табл.

1978
- [Рец.]: Уильям Г. Хоу (ред.). Дневные бабочки Северной Америки. Гарден-Сити, шт. Нью-Йорк, изд-во Даблдэй и Ко, 1975, 646 стр. с илл., 97 цветн. табл. [Willian H.Howe (ed.). The Butterflies of North America. Garden City, N.Y., Doubleday & Co. Inc., 1975: XIII+633 p., ill., 97 col. pl.] — Биологические науки 5: 139—141.
- Два нових підвиди синявців підродини Strymoninae (Lepidoptera, Lycaenidae) із Східної Грузії та Західного Азербайджану — Доп. Акад. наук Укр. РСР (Б) 1: 82-87, табл.; Докл. Акад. наук Укр. РСР (Б) 1: 84-88, табл.
- Нові і маловідомі форми булавовусих лускокрилих Криму (Lepidoptera, Rhopalocera). — Доп. Акад. наук Укр. РСР (Б) 7: 642—645; Докл. Акад. наук Укр. ССР (Б) 7: 645—649.

1978. ― Бабочки. ― В кн. Украинская Советская энциклопедия 1: 321.
1979
- ЕФФЕНДІ Р. М. Е. Новий вид роду Lysandra (Lepidoptera, Lycaenidae) із Закавказзя. — Доп. Акад. наук Укр. РСР (Б) 7: 581—584, табл.; Докл. Акад. наук Укр. ССР (Б) 7: 583—585.

1980
- Revisional notes of lycaenid butterfly species assigned to Ultraaricia Beuret (Lycaenidae).— Nota lepid. 3(1/2): 55-68.
- EFFENDI R. M. E. A new species of Tomares from Talysh Mountains (Lycaenidae). — Nota lepid. 3(1/2): 69-72.

1981
- Метелики. — В кн.: Українська Радянська енциклопедія 6: 475.

1982
- КОРШУНОВ Ю. П., ЭФФЕНДИ Р. М. Э. Критические замечания по фауне и систематике дневных бабочек (Lepidoptera, Rhopalocera) Закавказья. Сообщение І. — Вестн. зоологии 1: 50-55.
- Новое местонахождение Phassus schamyl (Christoph) (Lepidoptera, Hepialidae). — Вестн. зоологии 1: 55.
- КОРШУНОВ Ю. П., ЭФФЕНДИ Р. М. Э. Критические замечания по фауне и систематике дневных бабочек (Lepidoptera, Rhopalocera) Закавказья. Сообщение ІІ. Вестн. зоологии . 3: 38-43.

1983
- Neolysandra alticola (Christoph, 1893), comb. et stat.n. = Albulina alexander Higgins, 1981, syn.n. — Вестн. зоологии 1: 52.
- Pontia glauconome Klug 1829 (Lepidoptera, Pieridae). Вестн. зоологии 1: 52.
- Ревизия рода Hyrcanana (Lepidoptera, Lycaenidae). — Вестн. зоологии 3: 7-16.
- ЭФФЕНДИ Р. М. Э. Обзор голубянок группы Lycaena phoenicurus group (Lepidoptera, Lycaenidae) с описание нового вида из Азербайджана. — Вестн. зоологии 4: 8-16, табл.
- ПЛЮЩ И. Г. Agriades pyrenaicus (Boisduval) (Lepidoptera, Lycaenidae) на территории Украинской ССР. — Вестн. зоологии 6: 15.

1984
- Голубянки фауны СССР, относимые к роду Chilades (Lepidoptera, Lycaenidae). — Вестн. зоологии 3: 29-40.
- Ревизия типовых экземпляров группы Lycaena phoenicurus group (Lepidoptera, Lycaenidae). — Вестн. зоологии 6: 43-49.

1985
- Голубянки рода Vacciniina (Lepidoptera, Lycaenidae) в фауне Закавказья. — Вестн. зоологии 2: 87.
- Новые таксоны голубянок (Lepidoptera, Lycaenidae) из Закавказья и Средней Азии — Вестн. зоологии 4: 29-35.

1986
- БАЛЛЕТТО Э., -. Новый вид голубянки (Lepidoptera, Lycaenidae) из Средней Азии. — Вестн. зоологии 1: 76-78.
- ПЛЮЩ И. Г., Новая находка Agrodiaetus poseidon (Herrich-Schaffer, 1851) (Lepidoptera, Lycaenidae) в Крыму. — Вестн. зоологии 4: 41.
- КЕРЖНЕР И. M. О видах и вариететах Parnassius (Lepidoptera, Papilionidae), установленных Э. Менетрие в книге Ю. Симашко «Русская фауна» — Энт. обозрен. 65(4): 769—779.

1987
- Новый род подсемейства Lethinae (Lepidoptera, Satyridae). — Вестн. зоологии 2: 83-85.
- Esperella Nekrutenko, nom. n. pro Esperia Nekrutenko. Вестн. зоологии 3: 62 (In Russian).
- ПЕСЕНКО Ю. А., ТАНАСИЙЧУК В. Н. Насекомые в Красной книге СССР.— Зоол. ж. 66: 198—210.

1988
- Esperarge Nekrutenko, nom.n. pro Esperella Nekrutenko. — Вестн. зоологии 1: 50.
- Семинар «Систематика, фаунистика, экология и охрана дневных бабочек» (Новосибирск, 1987). — Вестн. зоологии 1: 86.
- [Рец.]: Official Lists and Indexes of Names and Works in Zoology / Eds. R. V. Melville and J. D. D. Smith. London: International Trust for Zoological Nomenclature; on behalf of International Commission on Zoological Nomenclature, 1987. — 366 p. — Вестн. зоологии 3: 83-84.
- VI Конгресс Европейского лепидоптерологического общества (Сан-Ремо). — Вестн. зоологии 6: 82.
- Насекомые. — В кн. Редкие и исчезающие растения и животные Украины. — Киев : Наук. думка. — С. 116—136.
- Чешуекрылые, или бабочки — Lepidoptera: Беззубые первичные моли — Eriocraniidae; Тонкопряды — Hepialidae; Одноцветные моли-минеры — Tischeriidae; Минно-чехликовые моли — Incurvariidae; Длинноусые моли — Adelidae; Мешочницы, психиды — Psychidae; Настоящие моли — Tineidae; Пестрянки — Zygaenidae; Походные шелкпряды — Eupterotidae; Серпокрылки — Drepanidae; Коконопряды — Lasiocampidae; Волнянки — Lasiocampidae; Медведицы — Arctiidae; Белянки — Pieridae. — В кн. Вредители сельскохозяйственных культур и лесных насаждений. Том 2. Вредные членистоногие, позвоночные. — Киев : Урожай. — С. 183—386 (очерки в соавт. с З. С. Гершензон, И. Г. Плющом).

1989
- Новые таксоны сатирид (Lepidoptera, Satyridae) из Зангезурского хребта. — Вестн. зоологии 1: 14-18, 3 с. обл.
- The history of butterfly research in the Caucasus. — Nota lepid. Suppl. 1: 65.

1991
- [Рец.]: Энтомология: Руководства по источникам информации. 2-е изд./ П. Гилберт, К. Дж. Гамильтон. Лондон; Нью-Йорк : Мансел, 1990. — 10+259 с. [Entomology: A Guide to Information Sources. 2nd ed. / P. Gilbert, C. J. Hamilton. London; New York: Mansell, 1990. — 10+259 p.] — Вестн. зоологии 5: 82-83.

1992
- МИХАЛЕВИЧ O. A. Несколько замечаний об использовании ЭВМ для классификации биологических объектов. — Вестн. зоологии 3: 79-83.

1993
- Від редакції [представлення першого числа Журналу Українського ентомологічного товариства]. — Журн. Укр. ентомол. т-ва 1(1): 2.
- VIII Конгресс Европейского лепидоптерологического общества — Журн. Укр. ентомол. т-ва 1(1): 10.
- An annotated catalogue of butterflies and skippers (Lepidoptera: Hesperioidea, Papilionoidea) named by Emilio Turati. — Boll. Mus. reg. Sci. nat. Torino 11(1): 121—135.

1994
- 9th European Congress of Lepidopterology in Lednice (Czech Republic), 5-9 September 1994. — SEL News 24: 2-3.

1995
- Index of publications on European Lepidoptera. No. 14 (1991—1992). — SEL — Societas Europaea Lepidopterologica. — 105 p.
- ЧИКОЛОВЕЦ В. В. Критические заметки к публикациям Ж. Балинта по голубянкам Центральной Азии с установлением новых синонимов (Lepidoptera, Lycaenidae). — Журн. Укр. ентомол. т-ва 2(1): 25-30.

1997
- In Memoriam. Andrzej W. Skalski (1938—1996). Nota lepid. 20(1/2): 137—144 (Bibliography).
- ЧИКОЛОВЕЦ В. В. Новый вид рода Callophrys (Lepidoptera, Lycaenidae) из Туркмении. — Журн. Укр. ентомол. т-ва 3(2): 3-4.

1998
- HÄUSER C. L. Comments on «Nomina Lepidopterorum nova» by S. K. Korb (Papilionidae, Nymphalidae). — Nota lepid. 21(1): 74-84.
- A catalogue of the type specimens of Riodinidae and Lycaenidae deposited in the collection of Zoologisches Forschungsinstitut und Museum Alexander Koenig (Bonn). — Nota lepid. 21(2): 119—148.

2000
- OLIVIER A. The butterflies described by Johann Christoph Friedrich Klug (1775—1856) in his Symbolae Phycicae, Insecta (Lepidoptera, Pieridae, Lycaenidae, Nymphalidae): An annotated review, with a catalogue of the existing types. — Mitt. Mus. Nat. kd. Berl., Dtsch. entomol. Z. 47(1): 95-104.
- A catalogue of the type specimens of Lycaenidae deposited in the Staatliches Museum für Tierkunde Dresden (Insecta: Lepidoptera: Rhopalocera). — Ent. Abh. Mus. Tierkde. Dresden 59(1): 143—215.
- A catalogue of the type specimens of Palaearctic Riodinidae and Lycaenidae deposited in the collection of the Museum für Naturkunde der Humboldt Universität zu Berlin. — Nota lepid. 23(3/4): 192—352.

2001
- A catalogue of the type specimens of Riodinidae deposited in the Staatliches Museum für Tierkunde Dresden (Insecta: Lepidoptera: Rhopalocera). — Ent. Abh. Mus. Tierkde. Dresden 59(2): 319—323.
- A catalogue of the type specimens of Nymphalidae deposited in the Staatliches Museum für Tierkunde Dresden (Insecta: Lepidoptera: Rhopalocera). — Ent. Abh. Mus. Tierkde. Dresden 59(2): 325—403.
- A catalogue of the type specimens of Papilionidae deposited in the Staatliches Museum für Tierkunde Dresden (Insecta: Lepidoptera: Rhopalocera). — Ent. Abh. Mus. Tierkde. Dresden 59(2): 405—453

2003
- A catalogue of the type specimens of Hesperiidae and Pieridae deposited in the Staatliches Museum für Tierkunde Dresden, with additions to the catalogues of Nymphalidae, Riodiniade and Lycaenidae (Insecta: Lepidoptera: Rhopalocera). — Ent. Abh. Mus. Tierkde. Dresden 60: 79-109.
- Колекція лускокрилих Зоологічного музею Київського національного університету імена Тараса Шевченка — національний скарб України. — Праці зоол. муз. Київ. нац. ун-ту ім. Т. Шевченка 1(1): 7-15.
- Передмова до українського перекладу. — В кн.: Міжнародний кодекс зоологічної номенклатури. Четверте видання. Ухвалений Міжнародним союзом біологічних наук. — Київ : Бібліотека офіційних видань.— С. ІX-XXV.

2006
- Відповідь на рецензію І. Г. Плюща на книгу: Некрутенко Ю., Чиколовець В. «Денні метелики України» — Київ: Видавництво Раєвського, 2005. — 232 с., 156 іл., 198 карт, 62 крольор. табл. — Вестн. зоологии 6: 563—566.